# Theresa Edem
Theresa Edem Isemin es una actriz nigeriana, conocida por sus papeles en Ayamma: Music in the Forest, Hotel Majestic y Tinsel. Saltó a la fama en 2013 por su actuación en After The Proposal.

## Biografía
Edem nació en Uyo, estado de Akwa Ibom en una familia de cuatro hijos, siendo la menor y única hija. Asistió a la escuela primaria y secundaria en Akwa Ibom antes de inscribirse en la Universidad Federal de Tecnología de Owerri. Se graduó en Ciencia y Tecnología Animal.

## Carrera
Debutó como actriz en 2012, después de completar el 'Curso de actuación' en The Royal Arts Academy. Su primer papel importante fue en After The Proposal, junto a un elenco que incluía a Uche Jombo, Anthony Monjaro, Patience Ozokwor, Desmond Elliott y Belinda Effah. Posteriormente, ha protagonizado películas, series de televisión y obras de teatro, incluidas The Antique, Tinsel y Twenty-Five. También ha participado en películas originales de Africa Magic.
Su debut cinematográfico fue en la epopeya de 2016, Ayamma.

## Filmografía
| Año  | Título                      | Personaje    |
| ---- | --------------------------- | ------------ |
| 2017 | Loving Daniella             | Daniella     |
| 2017 | Stormy Hearts               | Kachi        |
| 2016 | Ayamma: Music in the Forest | Princess Ama |
| 2016 | Betrayal                    | Nneka        |
| 2016 | A Girl's Note               | Muna         |
| 2015 | Trapped                     | Furo         |
| 2015 | Baker's Daughter            | Motunde      |
| 2015 | While We Worked Things Out  | Kemi         |
| 2015 | Behind The Scenes           | Ekaette      |
| 2014 | The Antique                 | Princess     |
| 2013 | After The Proposal          | Betty        |

## Premios y nominaciones
| Año  | Premio                                       | Categoría                       | Película          | Resultado |
| ---- | -------------------------------------------- | ------------------------------- | ----------------- | --------- |
| 2018 | Festival de Cine Negro de Las Vegas          | Mejor actriz en un largometraje | "Loving Daniella" | Ganadora  |
| 2017 | Premios de entretenimiento de Nigeria (NEAA) | Mejor actriz de reparto         | The antiquity     | Nominada  |
| 2017 | Premios de la Academia del Cine Africano     | Mejor actriz de reparto         | The Antiquity     | Nominada  |
| 2016 | Premios de la Academia del Cine Africano     | Mejor actriz de reparto         | "Betrayal"        | Nominada  |